# 香港天主教大專聯會
香港天主教大專聯會（英文：Hong Kong Federation of Catholic Students；縮寫：HKFCS），簡稱公教學聯，是香港最大的天主教學生組織，是由香港主要的十四所大專院校的天主教同學會所組成。成立之初與香港專上學生聯會、大專同學會齊名，常有聯合行動。香港天主教大專聯會的成立目的是為了推動公教學生運動和增加公教學生對社會的投入，宗旨是團結同學實踐基督精神，以梵二精神為路向，愛貧為先（Option for the Poor）為目標。公教學聯同時為國際公教學生運動（Pax Romana）以及香港天主教團體支援中國愛國民主運動聯合會（天支聯）的會員，聯會並聘有一名總神師以及兩名全職牧民工作者。

## 目標及宗旨
目標：
- 秉承梵二之本地化教會精神，使信仰植根於具體生活中。[1]

- 協助同學理解低下階層的生活，並積極投身於各項爭取其基本權利的行動，共同創造一個公義的社會。[1]

宗旨：
- 團結同學實踐基督精神。[1]

## 成員
香港天主教大專聯會是由以下十四個專上院校的天主教同學會所組成：
- 聖方濟各大學及明愛白英奇專業學校
- 香港大學
- 香港大學專業進修學院
- 香港中文大學
- 香港城市大學
- 香港科技大學
- 香港浸會大學
- 香港教育大學
- 香港理工大學
- 香港都會大學
- 香港樹仁大學
- 珠海學院
- 嶺南大學
- 東華學院

香港都會大學為最新一間加入成為香港天主教大專聯會的團體會員。
根據香港天主教大專聯會現行會章，所有成員院校天主教同學會會員均自動成為大專聯會會員。

## 歷代神師
- 關寧安神父
- 余理謙神父
- 譚 坤神父
- 關尚義神父
- 梁潔芬修女 (寶血會金禧中學創校校長、金禧事件前期主角)
- 周偉文神父
- 鄧守成
- 林榮鈞
- 龍家禧神父
- 甘寶維副主教
- 葉寶林神父

## 歷屆幹事會會長及議會主席
- 唐福雄／第三屆會長
- 李啟宇／第六屆會長
- 范浩泉／第七屆會長
- 徐天佑／第八屆會長
- 鍾炳基／第九屆會長 , 馮以超／議會主席
- 鄧龍威／第十屆會長 , 楊秉榮／議會主席
- 黃家鵬／第十一屆會長
- 戚廉明／第十二屆會長
- 李志強／第十三屆會長
- 余志華／第十四屆會長
- 楊少雄／第十五屆會長
- 羅樹基／第十六屆會長 , 馬國明／議會主席
- 馬國明／第十七屆會長
- 黎建標／第十八屆會長
- 駱家駿／第十九屆會長
- 朱仲強／第二十屆會長
- 張永健／第廿一屆會長
- 梁啟華／第廿二屆會長 , 張永健／議會主席
- 馮立志／第廿三屆會長 , 譚翼輝／議會主席
- 蘇艷玲／第廿四屆會長
- 廖淑儀／第廿五屆會長 , 彭俊剛／議會主席
- 譚麗賢／第廿六屆會長 , 麥家儀／議會主席
- 陳加華／第廿七屆會長 , 梁鳳儀／議會主席
- 谷芷茵／第廿八屆會長 , 蘇金強／議會主席
- 周智海／第廿九屆會長 , 陳惠嬋／議會主席
- 黃鳳駿／第三十屆會長 , 余少甫／議會主席
- 招日恆／第三十一屆會長 , 高芷玲,陳潔雯／議會主席
- 許煒斌／第三十二屆會長
- 陳文翰／第三十三屆議會主席(兼任臨時委員會會長)
- 謝義德／第三十四屆會長 , 陳日峰／議會主席
- 鄭志光／第三十五屆會長 , 羅偉聰／議會主席
- 黃頌恩／第三十六屆會長 , 陳靜宜／議會主席
- 黃威霖／第三十七屆會長 , 黃穎澬／議會主席
- 張嘉雯／第三十八屆會長 , 鄺子楊／議會主席
- 馮菀茵／第三十九屆會長 , 馮匡群／議會主席
- 李雁君／第四十及四十一屆會長 , 余盛名／第四十屆議會主席 , 陸民申／第四十一屆議會主席
- 李穎姸／第四十二屆會長
- 曾耀華／第四十三屆會長
- 黃亮蓁／第四十四屆會長
- 莊慧雅／第四十五屆議會主席(兼任臨時行政委員會會長)
- 程福華／第四十六屆會長 , 吳倩󠄄婷／議會主席
- 梁凱寧／第四十七屆會長 , 蕭婉雯／議會主席
- 林雅彤／第四十八屆會長 , 李晉熙／議會主席
- 廖俊傑／第四十九屆會長
- 何穎聰／第五十屆議會主席(兼任臨時行政委員會會長)
- 林煒豪／第五十一屆議會主席(兼任臨時委員會會長)
- 巢君懿／第五十二屆會長 , 黎駿穎／議會主席
- 林覺浩／第五十三屆會長 , 劉子鉫／議會主席
- 李俊賢／第五十四屆議會主席
- 謝穎怡／第五十五屆議會主席
- 林樂豐／第五十六屆會長 , 陳照朗／議會主席
- 李銳恒／第五十七屆議會主席暨署理會長
- 周頌天,徐嘉言／第五十八屆議會主席暨署理會長
- 李凱穎／第五十九屆議會主席暨署理會長
- 吳穎堯／第六十屆議會主席暨署理會長
- 劉子謙／第六十一屆議會主席暨署理會長
- 陳浚文／第六十二及六十三屆議會主席
- 尹彥洛／第六十四屆議會主席(現任)

## 外部連結
- 香港天主教大專聯會 The Hong Kong Federation of Catholic Students （页面存档备份，存于）
- 曙暉專題 Catholic PostSec （页面存档备份，存于）
- 香港天主教大專聯會Facebook專頁